# Lynne Frederick
Lynne Maria Frederick (Hillingdon, Middlesex, Inglaterra, 25 de julio de 1954 - Los Ángeles, California, Estados Unidos, 27 de abril de 1994), conocida simplemente como Lynne Frederick, fue una actriz inglesa de cine y televisión. Se la recuerda principalmente por haber sido la última esposa del también actor Peter Sellers, entre 1977 y 1980. Dejó el cine tras el fallecimiento de Sellers, y residió en el Gran Los Ángeles hasta su muerte.

## Trayectoria artística
Durante la década de los 70 intervino en una treintena de producciones para cine y televisión. Lynne Frederick protagonizó dos películas en España, ambas estrenadas en 1975: El vicio y la virtud, de Francisco Lara Polop y Largo retorno, de Pedro Lazaga. En ese mismo año se puso a las órdenes del realizador italiano Lucio Fulci en el Western Los cuatro del apocalipsis, coprotagonizado por Fabio Testi y Michael J. Pollard. Al año siguiente formaría parte de un importante reparto en El viaje de los malditos, de Stuart Rosenberg, filmada parcialmente también en España. Con su primer marido, el conocido actor de comedia Peter Sellers, rodó El estrafalario prisionero de Zenda (1979), parodia de la historia ya llevada anteriormente al cine en El prisionero de Zenda. Esta sería la última vez que Frederick se puso delante de las cámaras. Años después, en 1985, le sería ofrecido un papel en Karate Kid II, pero acababa de tener a su hija y prefirió centrarse en su cuidado. Tras rechazar aquella última oferta, ya no regresaría al cine.

## Vida personal
Al margen de por su trayectoria como actriz, más bien breve, a Lynne Frederick se la recuerda principalmente por haber sido la última esposa del también actor Peter Sellers, con quien contrajo matrimonio el 18 de febrero de 1977. 
El 24 de julio de 1980, Sellers murió de un ataque al corazón en pleno proceso de divorcio de Frederick, quien recibió una parte sustanciosa de la herencia del actor.
Tras la muerte de Sellers abandonó la interpretación, volviendo a contraer matrimonio en dos ocasiones. 
Estuvo brevemente casada con el periodista David Frost (después Sir David Frost), desde el 25 de enero de 1981; se divorciaron 17 meses después. 
Y por último, se casó con el Dr. Barry Unger, un cirujano californiano especialista en cardiología, en diciembre de 1982; se divorciaron en 1991. De este último matrimonio nacería en 1983 la única hija de Lynne, Cassie Unger.

## Fallecimiento
Tras un deterioro de su salud, Frederick falleció en su domicilio de Los Ángeles, California, en 1994, a la edad de 39 años, de causas confusas y nunca completamente esclarecidas. Se sospechó sobre un posible suicidio pero la autopsia no encontró evidencias de ello como causa de la muerte.
Sus restos fueron incinerados en el Golden Green Crematorium de Londres.
A Lynne Frederick le sobrevivieron su madre, Iris, y su hija, Cassie.

## Filmografía como actriz
Cine

- Contaminación (No Blade of Grass)  (1970) como Mary Custance
- Nicolás y Alejandra (Nicholas and Alexandra), de Franklin J. Schaffner  (1971) como Tatiana
- Henry VIII and His Six Wives (1972) como Catherine Howard
- Vampire Circus, de Robert Young  (1972) como Dora Miller
- Moriremos hace cien años (The Amazing Mr. Blunden)  (1972) como Lucy Allen
- Giubbe Rosse  (1974) como Elizabeth
- Sucesos en la IV fase (Phase IV), de Saul Bass  (1974) como Kendra Eldbridge
- El vicio y la virtud, de Francisco Lara Polop  (1975) como Rosa
- Largo retorno, de Pedro Lazaga  (1975) como Anna Ortega
- Los cuatro del apocalipsis (Four of the Apocalypse), de Lucio Fulci  (1975) como Emmanuella "Bunny" O'Neill
- Esquizofrenia (Schizo)  (1976) como Samantha Gray
- El viaje de los malditos (Voyage of the Damned), de Stuart Rosenberg  (1976) como Anna Rosen
- El estrafalario prisionero de Zenda (The Prisoner of Zenda), de Richard Quine  (1979) como la princesa Flavia

Televisión

- Comedy Playhouse (1 episodio, 1971) como Jenny Love
- Fathers and Sons (Miniserie de TV, 1 episodio, 1971) como Dunyasha
- Opportunity Knocks (1 episodio, 1972) como Never again
- Softly Softly: Task Force (1 episodio, 1972) como Judith Oram
- No Exit (1 episodio, 1972) como Chica
- Away from It All (1 episodio, 1973) como Vinca
- Keep an Eye on Denise  (TV Movie, 1973) como Denise
- La granja de Follyfoot (Follyfoot)  (2 episodios, 1973) como Tina
- Wessex Tales  (1 episodio, 1973) como Rosa Harlborough
- Bruce Forsyth and The Generation Game (1 episodio, 1973) como Cenicienta
- The Lady from the Sea  (TV Movie, 1974) como Hilde
- Masquerade (1 episodio, 1974) como Natalie Fieldman
- The Pallisers (3 episodios, 1974)
- The Canterville Ghost  (TV Movie, 1974) como Virginia Otis
- Play for Today (1 episodio, The Other Woman, 1976) como Niki
- Espacio 1999 (Space 1999) (1 episodio, 1976) como Shermeen Williams
- Hazlitt in Love (TV Movie, 1977) como Sarah Walker
- That's Pantertainment (Documental para TV, 1978) como ella misma, sin acreditar

## Filmografía como productora
Cine

- El diabólico plan del Dr. Fu Man Chú (The Fiendish Plot of Dr. Fu-Manchu), de Richard Quine (sin acreditar), Piers Haggard y Peter Sellers (sin acreditar) (1980)

Lynne Frederick ejerció como productora ejecutiva. Última película de Peter Sellers, que concluyó personalmente la realización, 
comenzada por Richard Quine y Piers Haggard. Este último dirigió la mayor parte y fue quien la firmó.